# Carta de Jaume

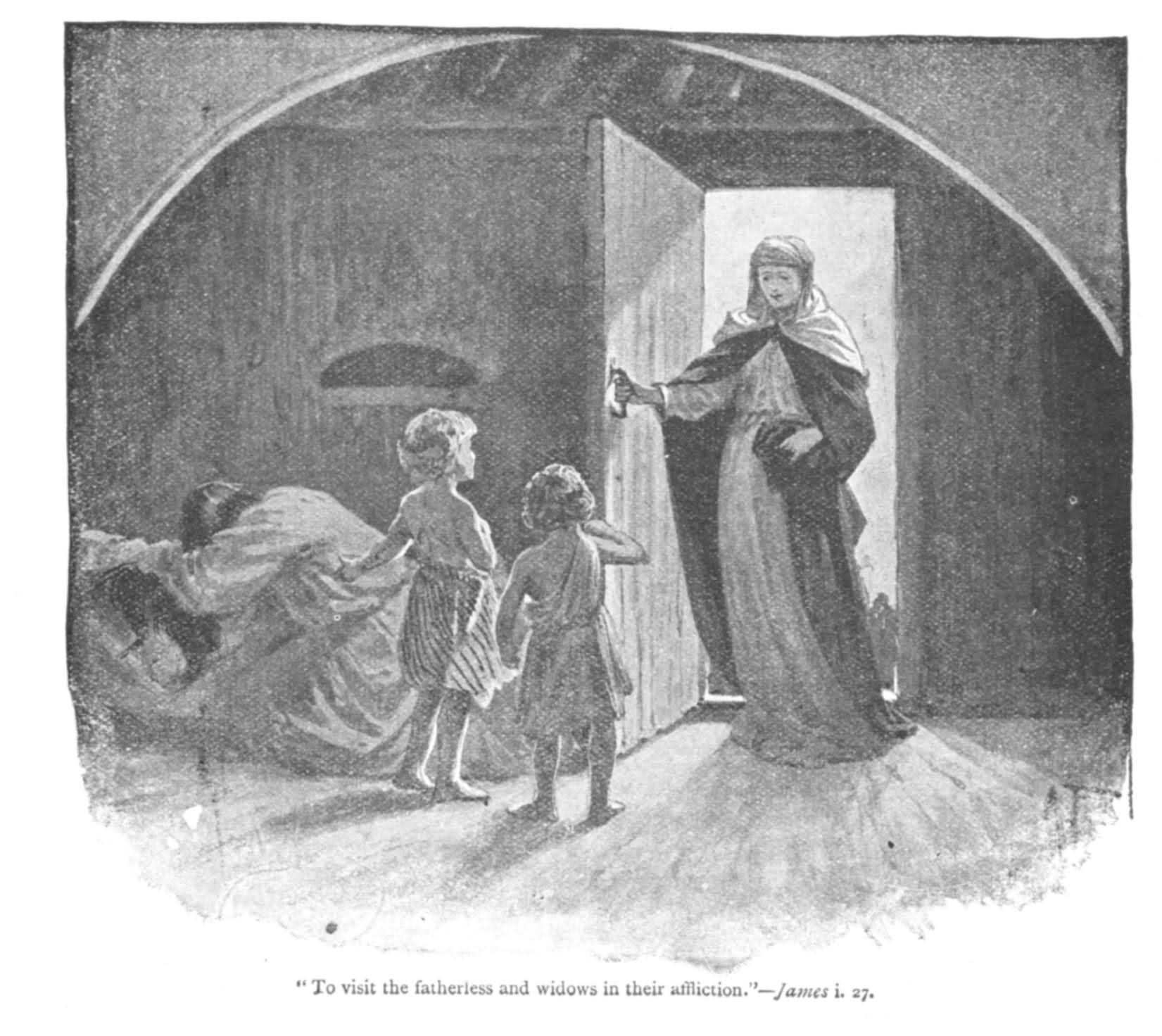
Destaca en aquesta epístola el seu contingut social; així Sant Jaume 1:27 parla de visitar a les vídues i els orfes

L'Epístola de Sant Jaume és un llibre bíblic que ha estat classificat en el grup de les cartes catòliques perquè, tant en forma com en contingut, s'adreça a l'església universal i no a una comunitat cristiana concreta. Té poques referències a Jesucrist i, en canvi, sovint esmenta els patriarques i els profetes de l'Antic Testament.
També va ser una de les obres del Nou Testament que va trigar més a ser acceptada en el cànon: a l'Església d'orient al segle iii, i a la d'occident, al segle iv.
És una obra que posa en estreta relació fe i vida, creença i pràctica. Tenint en compte l'entorn en què viu el creient, l'autor cerca una fe més autèntica i coherent. Això fa que sigui una carta molt actual i estimada pels cristians d'avui.

## Autor
De personatges amb el nom de Jaume en trobem cinc en el NT.
- En primer lloc anomenarem Jaume, fill de Zebedeu (Mc 1,19) (també conegut com a Sant Jaume el Major). No pot ser l'autor perquè va morir màrtir l'any 44 dC i la carta va ser escrita, sens dubte, més tard.
- Jaume, fill d'Alfeu (Mc 3,18), que no té cap paper en el NT i no hi ha res en la carta que indiqui que ell sigui l'autor. Això mateix podem dir de Jaume el Menor (Mc 15,40 i 16,1) i de Jaume, pare de Judes (Lc 6,16 i Fets 1,13).
- I, finalment, ens resta Jaume, el germà de Jesús (Mc 6,1-3; Ga 1,19), també conegut com a Sant Jaume el Just, "el germà del Senyor" i màxim dirigent de l'església de Jerusalem. A qui se li ha atribuït aquesta carta per la tradició cristiana més antiga. Tanmateix tampoc es creu que sigui ell l'autor material d'aquesta obra. Entre altres raons, es pot argumentar que va morir l'any 62; que el contingut de la carta no descriu una comunitat cristiana dels anys 50-60, sinó posterior; o que no és comprensible que si ell és l'autor, no hagi estat acceptada per tota l'Església fins al segle iv.[2]

## Destinataris
Està dirigida a "les dotze tribus disperses entre les nacions", és a dir als jueus que vivien entre gentils i que s'havien convertit en seguidors de Jesús i també als cristians que provenien del paganisme, però que tenien un vincle molt fort amb el judaisme. Que predomini un missatge universal i global, que s'utilitzi en la carta un bon grec i que sempre es citi l'Antic Testament segons la versió grega de la LXX, avalarien aquesta afirmació.

## Contingut

### Gènere literari
Tot i que llegim una salutació a l'inici de la carta, ens adonem de seguida que segons la història de les formes aquesta obra és un escrit exhortatiu. És un gènere literari molt estès a finals del segle i, en els àmbits hel·lenista, jueu i cristià.
És una obra poc doctrinal i molt catequètica. Té semblances amb l'estoicisme, la literatura sapiencial de l'Antic Testament i la literatura no bíblica jueva i cristiana.

### Estructura
No és fàcil descobrir quina estructura té aquesta carta. Certament que no hi ha unanimitat entre els estudiosos. Amb tot, sí que sembla clar que hi ha un pròleg (1,1-18), amb una salutació inicial i on s'anuncia amb exhortacions els temes principals; el cos de la carta (1,19-5,6), on es descriuen diversos temes: es diu que cal ajudar els més necessitats, actuar de manera desinteressada i amb misericòrdia, de la relació entre fe i obres, del bon mestre que es coneixerà pels seus fruits; però també alerta dels problemes i de les desviacions que pateix la comunitat i del perill de les riqueses. I també és clar l'epíleg (5,7-20), on s'exhorta a l'espera de la vinguda definitiva del Senyor i a la pregària.

### Teologia
El seu missatge se centra en el debatut passatge que declara que "la fe sense obres està morta" (Jm 2,14-26), així com la paraula sense "pràctica" (Jm 1,21-27), "com quan un germà està nu i necessitat d'aliment diari de què servirà que algun li diga «aneu en pau, cuideu-vos del fred i mengeu a satisfacció», si no li doneu el necessari per al sustente del cos?".
Es preocupa per tant pels contrastos tan comuns entre la predicació de les esglésies i la seua realitat. En particular rebutja la discriminació contra els pobres, reclama la justícia social redistributiva (Jm 5,1-6) i unes relacions humanes d'amor. Amonesta els qui oren en benefici dels seus interessos egoistes de prosperitat personal (Jm 4,3) i èxit mundà, sense tenir en compte que "qui vol ser amic del món es constitueix en enemic de Déu". Com Jesús (Mt 5,33-37), rebutja el jurament i crida a dir amb senzillesa la veritat (Ja 5,12). Aconsella els malalts sol·licitar als líders de la seua església que oren per ells i que vagen a ungir-los amb oli (Jm 5,14).
Acaba amb una crida a orar pels qui en la comunitat estiguen malalts o hagen comès faltes, a "confessar-se mútuament els pecats i orar mútuament els uns pels altres", "perquè molt val l'oració perseverant del just" i "qui assoleix que es convertesca el pecador del seu camí equivocat, salvarà una ànima de la mort i cobrirà multitud de pecats". En resum, la carta de Sant Jaume reclama una fe viva, que es projecte en totes les situacions de la socials i personals i que supere les proves (Jm 1,12).